# Grzegorz Przemyk
Grzegorz Przemyk, né le 17 mai 1964 à Varsovie et mort le 14 mai 1983 dans la même ville, est un jeune étudiant polonais, originaire de Varsovie qui aspirait à être poète, comme sa mère Barbara Sadowska (pl).
Après avoir été arrêté par des membres de la Milicja Obywatelska (milice citoyenne), il est battu à mort. Son assassinat est l'un des nombreux meurtres à motivation politique perpétrés contre l'opposition démocratique par le régime communiste polonais pendant la période de la loi martiale. Son histoire et celle du procès qui suit font l'objet du film Varsovie 83, une affaire d'État sorti en 2021.